# توکیو اینترنشنال فورم

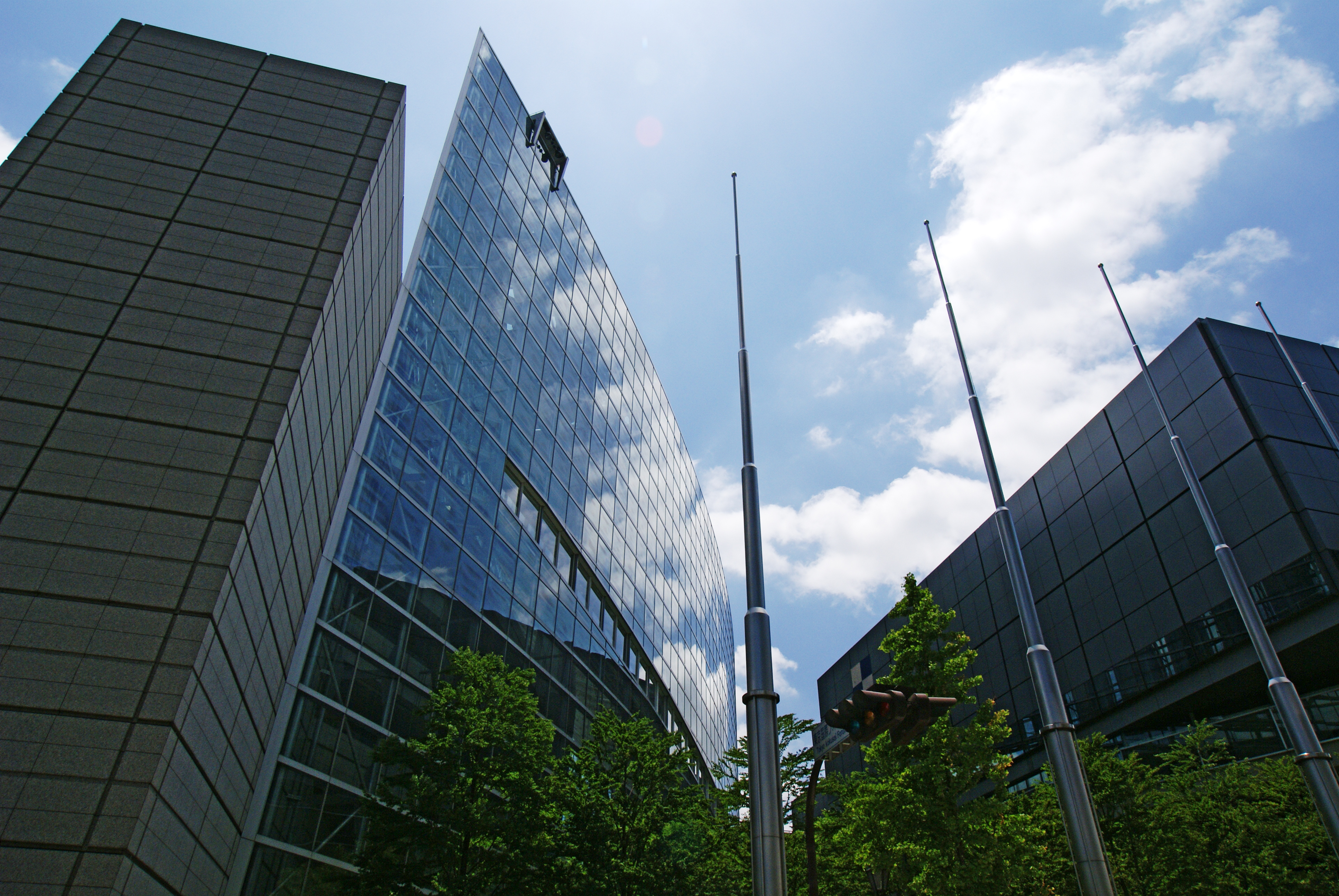
توکیو اینترنشنال فورم در مارونواوچی

توکیو اینترنشنال فورَم (به ژاپنی: 東京国際フォーラム Tōkyō Kokusai Fōramu) (به انگلیسی: Tokyo international forum) یک ساختمان چند منظوره در محلهٔ مارونواوچی در منطقهٔ چیودا در توکیو پایتخت ژاپن واقع شده‌است. ساخت این ساختمان در سال ۱۹۹۷ میلادی به پایان رسیده‌است. این ساختمان دارای سه طبقه در زیرزمین و ۱۱ طبقه در بالای زمین با ۲۱٫۰۰۰ متر مربع می‌باشد. این ساختمان دارای هفت سالن بزرگ می‌باشد که بزرگترین آن دارای ۵۰۰۰ صندلی می‌باشد.

## دسترسی
- ایستگاه توکیو
- ایستگاه مارونواوچی

## نگارخانه

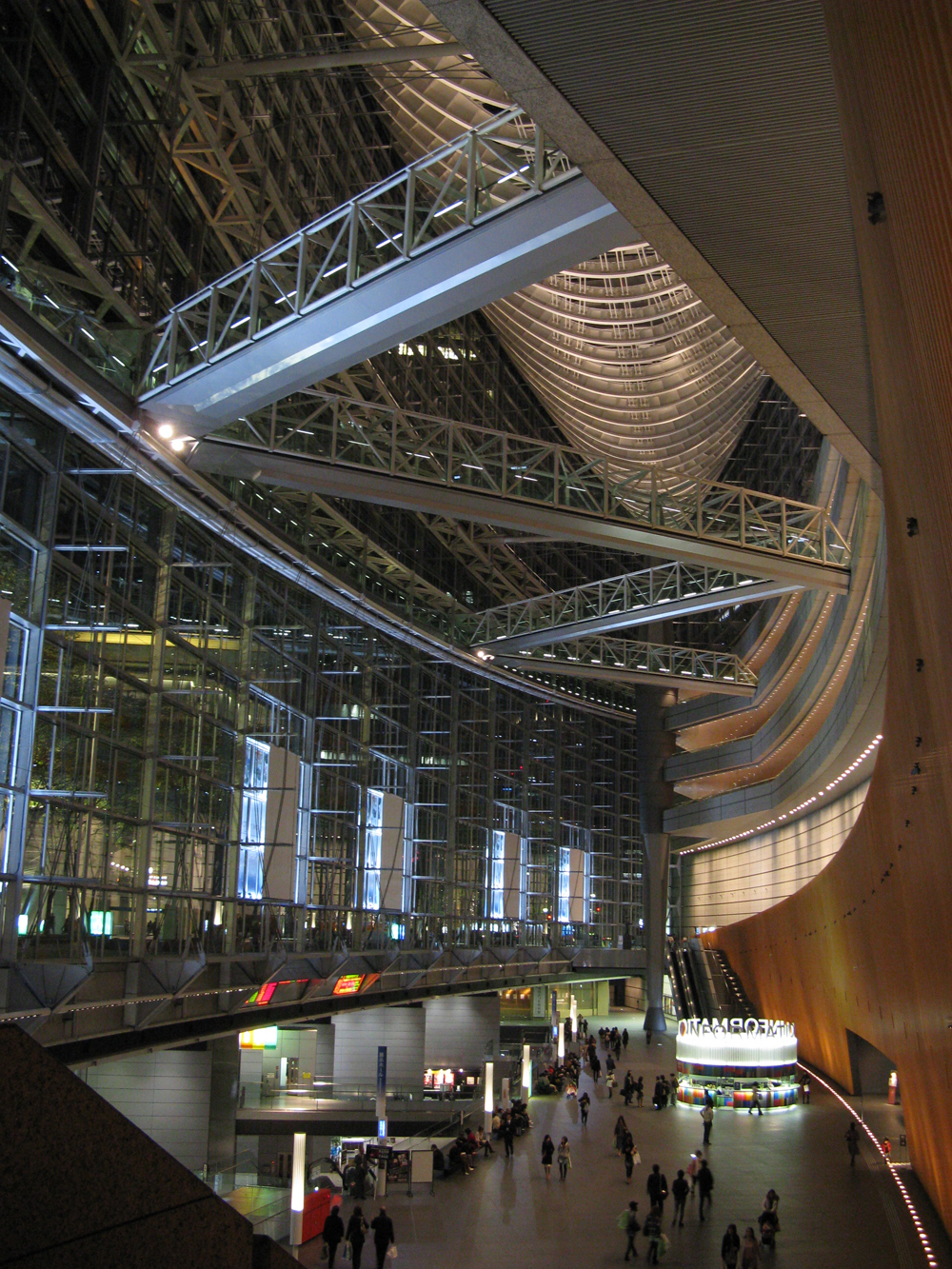
داخل توکیو اینترنشنال فورم
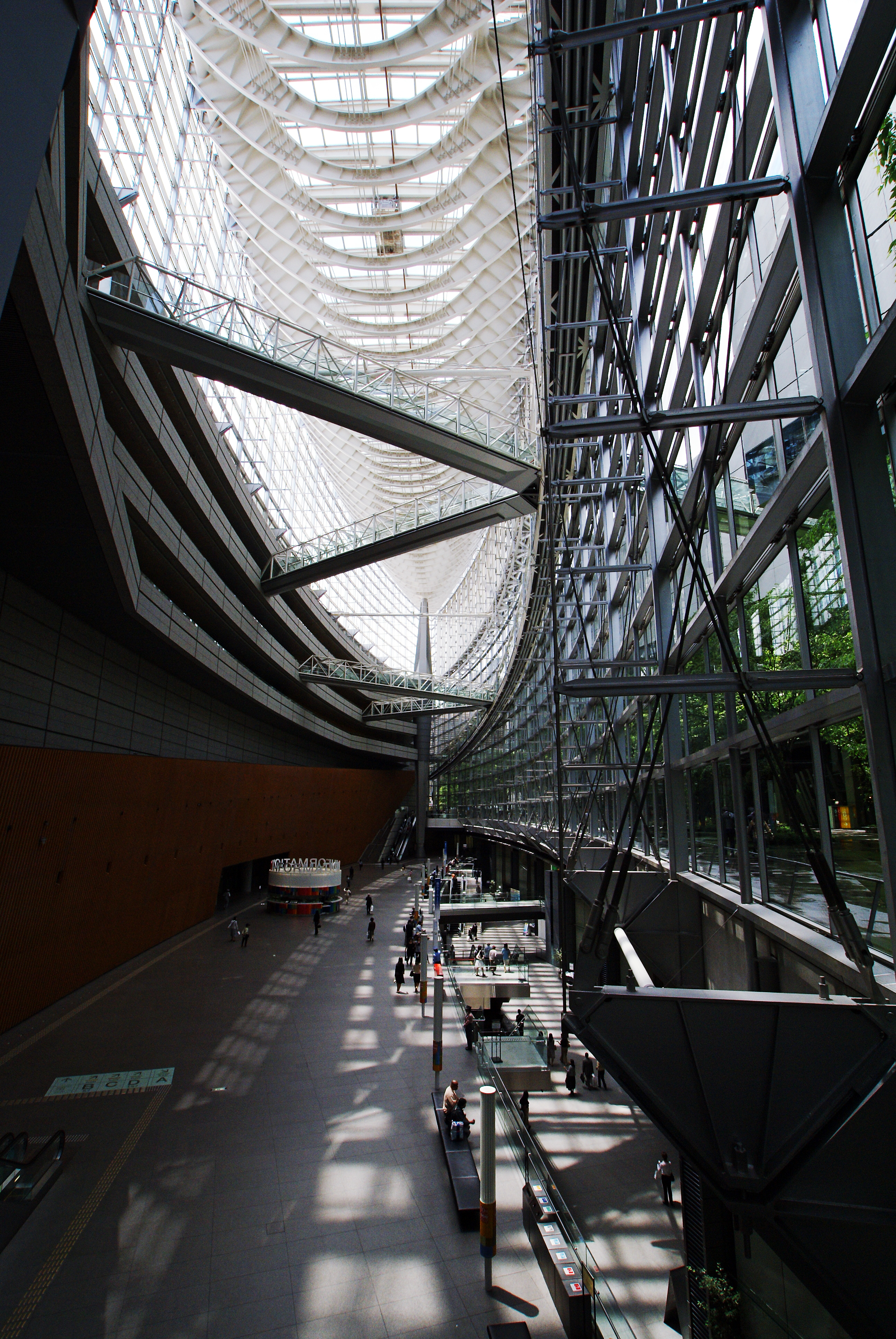
داخل توکیو اینترنشنال فورم